# Roman Zúbarev
Roman A. Zúbarev és professor de proteòmica al Departament de Biofísica i Bioquímica Mèdica de l'Institut Karolinska. El seu focus de recerca és l'espectrometria de massa i és conegut pel desenvolupament—juntament amb Neil Kelleher i Fred McLafferty—de la tècnica de fragmentació peptídica per dissociació per captura d'electrons durant la seva estada a la Universitat Cornell.
L'any 2007 va rebre la prestigiosa Medalla Biemann de la Societat Americana d'Espectrometria de Masses en reconeixement de les seves aportacions al camp de l'espectrometria de massa.